# Партиле
Партиле (швед. Partille) град је у Шведској, у југозападном делу државе. Град је у оквиру Вестра Јеталанд округа и једно од значајнијих средишта округа. Партиле је истовремено и седиште истоимене општине.
Партиле је данас источно предграђе Гетеборга.

## Природни услови
Град Партиле се налази у југозападном делу Шведске и Скандинавског полуострва. Од главног града државе, Стокхолма, град је удаљен 470 км југозападно. Од првог већег града, Гетеборга, град се налази свега 10 км источно.
Партиле се развио близу обале Скагерака, великог залива Северног мора. Кроз насеље протиче река Севеон. Градско подручје је веома покренуто и брдовито, са надморском висином од 10-110 м.

## Историја
Подручје Партилеа било је насељено још у време праисторије. Насеље је вековима било село без већег значаја.
Развој Партилеа започиње у 19. веку са развојем индустрије и проласком железнице. 1863. године насеље постаје седиште општине. Још бурнији развој забележен у другој половини 20. века када Мелндал постаје велико предграђе Гетеборга.

## Становништво
Партиле је данас град средње величине за шведске услове. Град има око 29.000 становника (податак из 2010. г.), а градско подручје, тј. истоимена општина има око 36.000 становника (податак из 2012. г.). Последњих деценија број становника у граду брзо расте.
До средине 20. века Партиле су насељавали искључиво етнички Швеђани. Међутим, са јачањем усељавања у Шведску, становништво града је постало шароликије.

## Привреда
Данас је Партиле савремени град са посебно развијеном индустријом. Последње две деценије посебно се развијају трговина, услуге и туризам.

## Збирка слика
- Здање Општине Партиле
- Градска пешачка улица
- Главна градска црква
- Концертна дворана „Алум“